# Айла (фильм, 2017)
«Айла» (тур. Ayla) — кинофильм турецкого режиссёра Джана Улкая 2017 года. Картина была выдвинута от Турции на премию «Оскар» в категории «за лучший фильм на иностранном языке», но не прошла квалификации.

## Сюжет
Во время Корейской войны Сулейман, сержант Турецкой бригады, воюющей в составе сил ООН, спасает замерзающую корейскую девочку. Он берёт её к себе в расположение, где та получает новое имя Айла. После войны Сулейман не может удочерить оставшуюся круглой сиротой девочку, так как получает отказ от правительства из-за того, что не женат. Ему приходится отдать Айлу в детский приют.

## В ролях
- Исмаил Хаджиоглу — Сулейман в молодости
- Ким Соль — Айла (ребёнок)
- Четин Текиндор — Сулейман в старости
- Ли Гён-джин — Айла (взрослая)
- Али Атай — Али
- Дамла Сёнмез — Нуран
- Мурат Йылдырым — лейтенант Месут
- Эрик Робертс — генерал-майор Култер

## Производство
Фильм Айла базируется на реальной истории Ким Ын-джа и Сулеймана Дильбирлиги, чьё воссоединение было показано в документальном фильме 2010 года южнокорейского телеканала MBC Kore Ayla. Кастинг состоялся в Южной Корее в 2016 году. На роль маленькой Айлы была выбрана Ким Соль, которая ранее играла в южнокорейском телесериале Ответ в 1988. Ко Ын Мин получила роль мамы маленькой Айлы. Спонсором картины выступила турецкая авиакомпания «Turkish Airlines» при поддержке турецкого Министерства культуры и туризма. Большинство съёмок проводилось в Турции. Производство фильма было закончено в июне 2017 года.

## Награды и номинации
- 21 октября 2017 — премия за лучший монтаж на Международном кинофестивале в Кейптауне[8].
- 2 ноября 2017 — премия за лучший фильм на Азиатском мировом кинофестивале[9].
- 8 декабря 2017 года — кинопремия года «Золотой туризм»[10].